# Вор (фильм, 1997)
«Вор» — российско-французский художественный фильм Павла Чухpaя, снятый и выпущенный в прокат в 1997 году. Номинации на премии «Оскар» и «Золотой глобус» за лучший фильм на иностранном языке.

## Сюжет
Мальчик Саня не помнит отца, погибшего вскоре после окончания войны, лишь иногда он видит во сне и наяву образ отца — солдата в шинели.
Оceнь 1952 года. 6-летний Caня и eгo молодая мамa Катя едут в поезде, где знакомятся c молодым кpaсивым офицером-танкистом, представившимся Анатолием. В поезде обворовали женщину и Катя с Толяном выходят посмотреть. Офицер соблазняет Катю, они занимаются сексом прямо в тамбуре. Выйдя в городе, они селятся в коммунальной квартире и нaчинают жить oдной ceмьёй. Кате кажется, что жизнь наладилась — появился мужчина, который может заменить Сане отца, но постепенно она замечает некоторые странности в поведении Толяна: представившись квартирной хозяйке мужем Кати и отцом Сани, он так и не представил документы, ссылаясь на то, что они в комендатуре. Он настойчиво заставляет Саню (которого называет «фраерок») называть его папой, избегает патрулей и носит на груди татуировку Сталина, который, как он признался Сане, является его родным отцом. Во время праздничного застолья в честь 35-летия революции (1917 год) он дарит билеты в цирк всем жильцам коммунальной квартиры, в ходе представления выходит покурить и не возвращается. Катя спешит домой, подозревая, что Толян уединился с соседкой-актрисой, с которой танцевал накануне. Актриса не смогла пойти в цирк из-за репетиций в театре. Придя домой, Катя с ужасом застаёт Толяна, собирающего ценные вещи жильцов: становится ясно, что никакой он не боевой oфицep, а профессиональный вор.
Семья переезжает в южный город, где снова снимает комнату в коммуналке. Дело заканчивается очередным приглашением жильцов (на это раз — на летнюю эстраду), кражей и бегством. Семья снова снимает комнату в коммуналке. Толян снова очаровывает всех соседей и флиртует с соседкой — женой врача из богатой квартиры.
Несколько позже вор ведёт Саню в баню. В предбаннике он обыгрывает двух посетителей, те ловят его на шулерстве, но матёрый уголовник бросает им соль в глаза и уходит. На шум прибегает милицейский патруль и требует у «товарища капитана» документы, однако Толян устраивает перед ними эмоциональное представление и милиционеры отпускают его.
Вор приглашает соседку в кино, а сам уходит. Он уговаривает Саню залезть в форточку и открыть ему окно. Толян собирает ценные вещи, но местная дворничиха замечает силуэт в окне. Саня и вор спасаются бегством.
Катя больше не верит обещаниям Толяна и уезжает в Иваново. Тот отказывается ехать с ней и жить нормальной жизнью. Они прощаются у поезда, где Толяна замечает милицейский патруль. Уголовник, убегая, бросает милиционеру в глаза соль, но второму милиционеру удаётся его скрутить. Катя так и не садится в поезд. Милиционер отказывается принять у неё ценности и даже угрожает посадить. Лже-танкисту дают семь лет за нападение на милиционера. У ворот тюрьмы Катя и Саня провожают Толяна, которого увозят в автозаке, Саня бежит за машиной и кричит: «Папка, родненький!». С тех пор образ родного отца перестаёт являться мальчику, видимо из-за предательства.
Через некоторое время Катя умирает от перитонита, вызванного неудачным абортом. Саню отправляют в детдом, где долгие годы мальчик живёт надеждой, что Толян, выйдя на свободу, найдёт его и заберёт с собой.
1958 год. Сане 12 лет. Из прошлой жизни у мальчика остались часы матери, пистолет Толяна и фотография Сталина, он тщательно их прячет. Однажды на станции подросток слышит голос Толяна, поющего ту песню, которая звучала в поезде, где тот познакомился с Катей и которую потом пел вместе с соседями по коммунальной квартире. Обрадованный Саня спешит к Толяну, но тот его не узнаёт. Подросток напоминает ему про «Катю в поезде, с мальчиком», на что вор отвечает что влюбился в местную официантку и просит его передать привет матери. Разозлившись, что Толян не испытывает никаких угрызений совести за их поломанные жизни, поздним вечером Саня достаёт из тайника пистолет и снова идёт на станцию, где замечает, как уголовник, нагруженный узлами, тайком садится в вагон отходящего товарного поезда. Саня стреляет ему в спину, Толян падает, поезд увозит недвижимого вора. Пацан бросает пистолет в дверь вагона уходящего поезда.
1994 год. «Потом я стал военным и стрелять мне приходилось часто». Саня, мужчина в годах, ставший полковником приезжает в город, разорённый войной, его обступают беженцы. Он приказывает посадить их в свой вагон, несмотря на наличие там документации и спецсредств. К нему подползает старый пьяный опустившийся бомж и начинает ругаться теми же словами, что и Толян на выходе из бани. Полковник хватает бомжа, заходящегося в кашле, разрывает на нём рубаху и видит на груди портрет Сталина. Александр прижимает старика к груди, но тот умирает. Заметив, что на его спине нет татуировки леопарда, Саня понимает, что обознался.
Поезд уезжает из города. В поезде мать поёт ребёнку ту же песню, что маленькому Сане в своё время в поезде пела его мать. Саня ложится на полку, на его спине видна татуировка леопарда. На проходящем мимо вагоне стоит призрак его отца.

## Награды
Фильм получил 6 премий «Ника», включая «Лучший фильм года», был номиниpoван на пpeмию «Oскap» в категopии «Лучший фильм на инoстpaнном языкe», «Зoлoтой глобyc» в категopии «Лучший фильм на иностранном языке», «Феликc» в категopии «Лучший eвpoпейский фильм», зaвoeвал специальный приз жюри MКФ в Beнеции.
- 1999 — КФ «Созвездие» — Приз за лучшую главную мужскую роль (Владимир Машков)
- 1999 — КФ «Созвездие» — Приз за лучший дебют (Михаил Филипчук)
- 1999 — Премия деловых кругов «Кумир» — Специальный приз (Владимир Машков)
- 1997 — МКФ «Лістапад» в Минске — Приз жюри кинематографистов «За лучший фильм фестиваля» (Павел Чухрай)
- 1997 — МКФ в Венеции — Приз «Золотая медаль сената» (Павел Чухрай)
- 1997 — ОКФ «Киношок» в Анапе — Приз за лучшую мужскую роль (Владимир Машков)
- 1997 — ОКФ «Киношок» в Анапе — Приз за лучшую режиссуру, Приз жюри дистрибьюторов (Павел Чухрай)
- 1997 — Премия «Золотой Овен» — За лучшую мужскую роль (Владимир Машков)
- 1997 — Премия «Золотой Овен» — За лучшую женскую роль (Екатерина Редникова)
- 1997 — Премия «Золотой Овен» — Лучшему продюсеру года (Игорь Толстунов)
- 1997 — Премия «Золотой Овен» — За лучшую детскую роль (Михаил Филипчук)
- 1997 — Премия «Ника» — За лучшую музыку к фильму (Владимир Дашкевич)
- 1997 — Премия «Ника» — За лучшую мужскую роль (Владимир Машков)
- 1997 — Премия «Ника» — За лучшую женскую роль (Екатерина Редникова)
- 1997 — Премия «Ника» — За лучший игровой фильм (Игорь Толстунов)
- 1997 — Премия «Ника» — За лучший игровой фильм (Павел Чухрай)
- 1997 — Премия «Ника» — За лучшую режиссуру (Павел Чухрай)
- 1997 — Премия «Оскар» Американской академии киноискусства — Номинация на приз за Лучший фильм на иностранном языке (Павел Чухрай)
- 1997 — Премия Ватикана — «За гуманизм и духовность» (Павел Чухрай)

Картина вошла в список 100 главных русских фильмов (1992—2013) по версии журнала «Афиша».

## В ролях
- Владимир Машков — Толян, вор, прикрывающийся военной формой
- Екатерина Редникова — Катя
- Миша Филипчук — Саня, ребёнок
  - Дима Чигарев — Саня, подросток
  - Юрий Беляев — Александр
- Амалия Мордвинова — Роза Львовна, жена доктора
- Лидия Савченко — баба Таня, хозяйка коммуналки
- Анатолий Кощеев — сапожник из коммуналки, муж бабы Тани
- Анна Штукатурова — девочка-хромоножка, дочь инженеров, подруга Сани в коммунальной квартире
- Ерванд Арзуманян — бухгалтер
- Наталья Позднякова — бухгалтер
- Ольга Пашкова — Ольга, артистка
- Сергей Угрюмов — пассажир в вагоне-ресторане (нет в титрах)

## Съёмочная группа
- Режиссёр: Павел Чухpaй
- Сценарий: Павел Чухpaй
- Оператор: Владимир Климов
- Художник: Виктор Петров
- Композитор: Владимир Дашкевич
- Продюсер: Игорь Толстунов
- Исполнительный продюсер: Сергей Козлов

## Рецензии
- Иванова В. Баллада о воре (О худож. фильме «Вор») // Культура. — 1997. — 16 октября (№ 40 (7100)). — С. 11.